# Suzumoto Yūichi
Suzumoto Yūichi (涼元 悠一 (Lương Nguyên Du Nhất) sinh ngày 13 tháng 1 năm 1969) là một tiểu thuyết gia người Nhật đến từ phân khu Shimizu-ku thuộc thành phố Shizuoka, tỉnh Shizuoka, Nhật Bản; hiện ông đang sống tại Osaka, Nhật Bản. Từ năm 2006, ông làm việc cho Aquaplus, được biết đến như một công ty xuất bản của Leaf. Trước khi đến Leaf, Suzumoto làm việc cho hãng sản xuất visual novel Visual Art's với vai trò là nhà biên kịch cho nhiều thương hiệu và chi nhánh khác nhau thuộc quyền công ty này. Đáng chú ý nhất là ba tác phẩm có sự cộng tác của ông với Key: AIR, CLANNAD và planetarian ~Chiisana Hoshi no Yume~.

## Sự nghiệp
Sau khi tốt nghiệp trường trung học Shitsu Shimizu East High School ở tỉnh Shizuoka, Suzumoto đăng một cuốn tiểu thuyết do chính tay ông viết mang tên Waga Seishun no Hokusei Kabe (我が青春の北西壁) trong lễ trao giải 16 Cobalt Novel Prize của Shueisha vào năm 1991 và đoạt giải nhất. Sang năm sau, tức tháng 3 năm 1992, Shueisha cho phát hành cuốn tiểu thuyết Aitsu wa Dandelion (あいつはダンディー・ライオン) của Suzumoto dưới mác Cobalt Bunko. Năm 1998, tiểu thuyết Aoneko no Machi (青猫の街) của Suzumoto xếp hạng hai trong tốp 10 tác phẩm cạnh tranh giải thưởng Japan Fantasy Novel Award. Năm 1999, Key phát hành visual novel đầu tiên của họ là Kanon; trò chơi này đã gây ấn tượng với Suzumoto và khiến ông xin làm việc cho Visual Art's, công ty mẹ của Key, vào tháng 2 năm 2000 với vai trò là nhà biên kịch luân phiên cho các thương hiệu và chi nhánh thuộc quyền Visual Art's.
Suzumoto bắt đầu làm việc với kịch bản của AIR, tựa game thứ hai của Key phát hành trong năm 2000, và đồng thời cũng là trợ lý kịch bản cho tựa game Mamahaha Chōkyō của Giant Panda trong cùng năm. Năm 2001, Suzumoto một lần nữa làm trợ lý kịch bản cho Giant Panda với tựa game Shoyakenjō của họ, và làm việc với tựa game kế tiếp của Key là CLANNAD, tác phẩm này bị trì hoãn và mãi đến năm 2004 mới chính thức ra mắt. Cũng trong năm 2001, Suzumoto làm trợ lý kịch bản cho tựa game Sakura no Ki Shita de của công ty Words phát hành trong năm 2002, đồng thời cũng thực hiện công việc tương tự với Studio Mebius trong tựa game Snow phát hành vào năm 2003. Năm 2003, Suzumoto tiếp tục làm trợ lý kịch bản cho Giant Panda với tựa game Oshikake Princess được phát hành vào năm 2004. Sau khi hoàn tất công việc với CLANNAD, Suzumoto cuối cũng được trở thành nhà biên kịch chính của Key với tựa game thứ tư của họ là planetarian ~Chiisana Hoshi no Yume~ được ra mắt trong năm 2004. Suzumoto tiếp tục làm việc cho nhiều thương hiệu khác của Visual Art's cho đến tháng 9 năm 2005, khi ông đệ đơn từ chức và rời khỏi công ty này. Suzumoto viết một tài liệu hướng dẫn có tựa Novel Game no Scenario Sakusei Gihō (ノベルゲームのシナリオ作成技法), nội dung mô tả cách viết kịch bản cho visual novel, cuốn sách được Shuwa System phát hành vào ngày 24 tháng 7 năm 2006. Tháng 9 năm 2006, Suzumoto gia nhập hãng sản xuất visual novel Aquaplus, công ty mẹ của Leaf. Trong tháng 12 năm 2006, cuốn light novel đầu tay của Suzumoto có tựa đề Die Nachtjäger đã được phát hành bởi SoftBank mang nhãn hiệu của nhà xuất bản GA Bunko.